# 분개
분개(중국어: 分介, 영어: journalizing)란 회계상의 거래를 차변요소와 대변요소로 분류하고 어떤 계정과목을 기입하고 얼마의 금액을 기입할 것인가를 결정하는 절차를 말한다.

## 같이 보기
- 분개장
- 총계정원장